# فؤاد شهاب

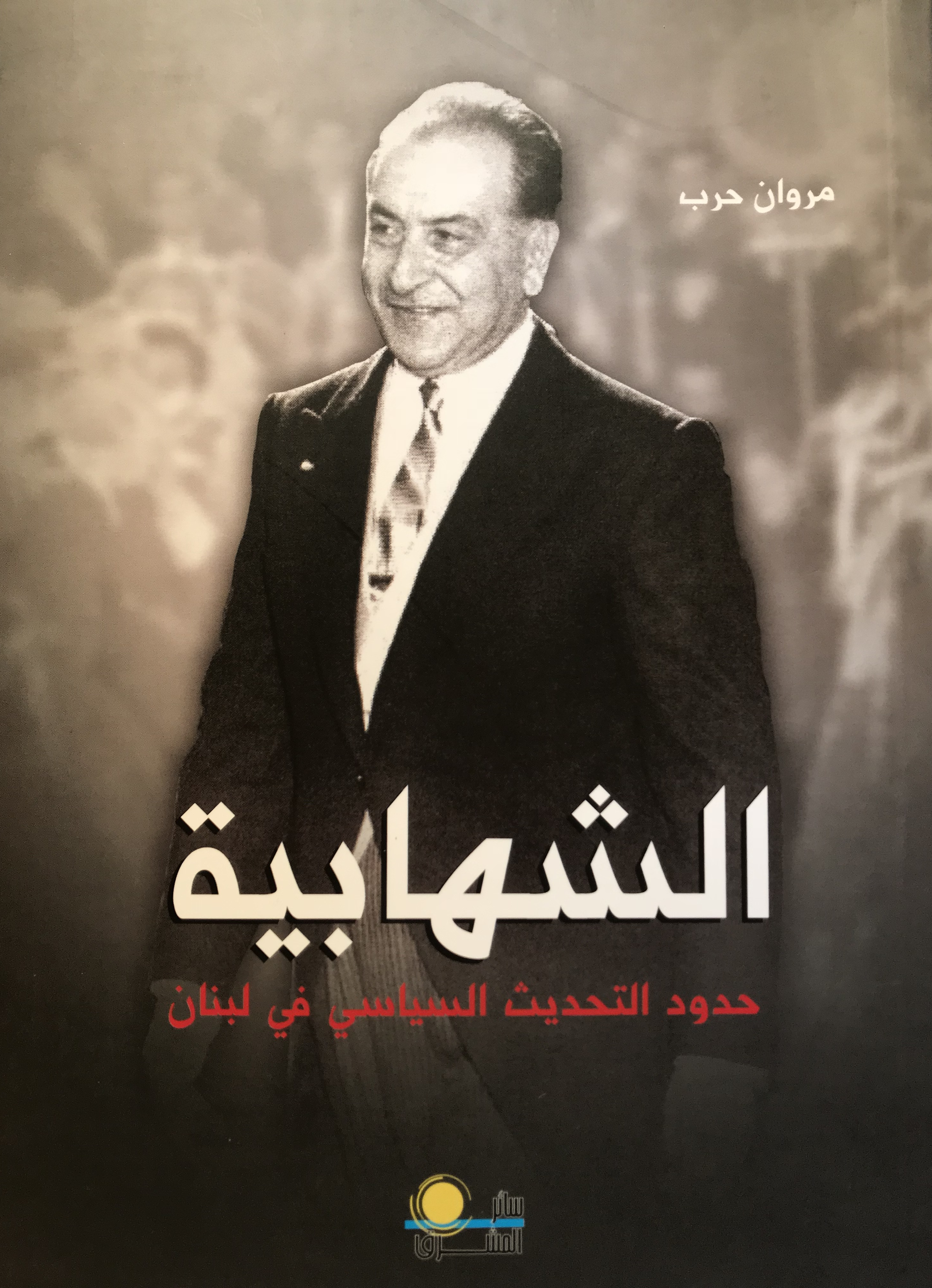
كتاب الدكتور مروان حرب عن التجربة الشهابية والصادر عن دار سائر المشرق- بيروت

فؤاد عبد الله شهاب (19 مارس 1902-25 أبريل 1973) هو رئيس الجمهورية اللبنانية بالفترة من 23 سبتمبر 1958 إلى 22 سبتمبر 1964 وقائد سابق للجيش ورئيس حكومة عسكرية أسبق. تخرج في 20 سبتمبر 1923 برتبة ملازم من المدرسة الحربية بحمص. أصبح في 1 أغسطس 1945 أول قائد للجيش اللبناني. شغل بين 18 أكتوبر 1956 و1 مارس 1957 منصب وزير الدفاع. انتخب بعد أحداث 1958 خلفًا للرئيس كميل شمعون.
قدم نفسه كرئيس توافقي بشعار «لا غالب ولا مغلوب». قام بعدة إصلاحات إدارية وسعى إلى تحسين علاقة لبنان بالدول العربية الأخرى، إلا أنّه يتعرض للانتقاد بسبب الاستبداد والحكم العسكري. تعرض نظامه في 31 ديسمبر 1961 إلى محاولة انقلابية فاشلة دبّرها الحزب السوري القومي الاجتماعي.
خلفه سنة 1964 شارل حلو. سمي النهج الذي تبنّاه بالشهابية. كان قد قام بعام 1952 بتولي رئاسة حكومة عسكرية كان هدفها تأمين انتخاب رئيس جديد للجمهورية وذلك بعد أن قام الرئيس بشارة الخوري بتقديم استقالته له. وأدّت هذه الحكومة المهمة المناطة بها حيث أجريت الانتخابات بتاريخ 22 سبتمبر 1952 وانتخب كميل شمعون رئيساً للجمهورية.

## حياته الشخصية
ولد فؤاد شهاب في 19 مارس / آذار 1902 في بلدة غزير الكسروانية في جبل لبنان، من عائلة مارونية. هو الابن البكر للأمير عبد الله شهاب والشيخة بديعة حبيش. تحدّرت عائلته من أصول نبيلة - فجَدّ جدّه كان الأخ الأكبر للأمير بشير الثاني الكبير ، حاكم جبل لبنان من العام 1788 إلى العام 1840. في العام 1907، وبسبب الفقر، غادر الأمير عبد الله البلاد سعياً وراء فرص عمل في الخارج، أسوة بالعديد من اللبنانيين. بعد فترة وجيزة، انقطعت الأخبار عنه ويعتقد أنه قضى في السفينة التي كانت تقلّه من مرسيليا إلى أميركا.
عاش فؤاد وأخواه الأصغران فريد وشكيب في كنف والدتهم وأخوالهم في جونيه. في العام 1916، ونظراً للضائقة المادية، اضطر فؤاد ابن الأربعة عشر عاماً إلى ترك المدرسة والعمل في سراي جونيه ليساعد في إعالة العائلة. في العام 1919، في أواخر الحرب العالمية الأولى، انضمّ إلى صفوف الجيش الفرنسي للخدمة العسكرية لعام واحد- ذلك قبل إعلان الانتداب الفرنسي على لبنان في العام 1920. عام 1926، تزوّج من روز رينيه بواتيو (1904 - 1992)، ابنة ضابط فرنسي كان يعمل في لبنان، لكنهما لم يرزقا بالأولاد.

## السيرة العسكرية
التحق الأمير فؤاد شهاب بالمدرسة العسكرية الفرنسية في دمشق في كانون الأول 1921. ساعد انتماؤه إلى عائلة أمراء في قبوله بالمدرسة الحربية، تبعاً لتقليد عسكري فرنسي عريق تمّ تسويقه وتطبيقه على الرعايا اللبنانيين. وفي 20 تموز 1923، تخرج في المدرسة العسكرية برتبة ملازم.
عام 1929، رُقّيَ إلى رتبة نقيب، وعيّن قائداً لثكنة راشيا في العام 1930. بعدها تابع دورات عسكرية في فرنسا وتخرّج في «المدرسة الحربية العليا» بباريس.
عام 1937، رُقّيَ إلى مرتبة مقدّم وخدم في عدة مراكز عسكرية مرموقة في «قوات الشرق الخاصة» التابعة للجيش الفرنسي.
عام 1942، عندما أصبحت القوات الفرنسية في لبنان تحت إمرة «الحكومة الفرنسية الحرة» بقيادة الجنرال شارل ديغول، عيّن شهاب قائداً للفرقة اللبنانية التابعة للـ«القوات الفرنسية الحرة في الشرق» والتي أصبحت النواة المستقبلية للجيش اللبناني.
عام 1944، رُقّيَ إلى رتبة عقيد وكلّف بمهمة تنظيم جميع القوات العسكرية اللبنانية. في العام 1946، لدى نيل لبنان استقلاله، أصبحت هذه القوات تشكل رسمياً الجيش اللبناني، واختير شهاب قائداً أعلى لهذا الجيش بعد أن رُقّيَ إلى رتبة زعيم.
عام 1949، أصبح أول ضابط لبناني ينال رتبة لواء.

## قيادة الجيش
بين العام 1946 والعام 1958، كرّس شهاب نفسه لبناء وتركيز مؤسسة الجيش اللبناني على إسس عالية من الانضباط، والتنظيم الفعال، والانتماء الوطني والقِيَم الأخلاقية. فنظّم ثم عزّز تدريجياً على أسس حديثة أسلحة المشاة والمدفعية والمدرعات والهندسة والاتصالات، ثم أنشأ سلاح الجو وسلاح البحرية وأجهزة عديدة. كما بنى ثكنات عسكرية جديدة في جميع أرجاء الوطن، ورفع مستوى التحصيل في المدرسة الحربية، وأرسل الضباط الشباب إلى الأكاديميات العسكرية الفرنسية والإنكليزية لزيادة خبراتهم وثقافتهم العسكرية.
قاد اللواء شهاب الجيش لمدة ثلاث عشرة سنة، مع ولايتَي الرئيس بشارة الخوري (1946 - 1952) والرئيس كميل شمعون (1952 - 1958).

### حكومة عسكرية
في العام 1952، برزت معارضة قوية طالبت الرئيس بشارة الخوري بالاستقالة بعد أن انتخب لولاية ثانية. رفض شهاب أن يتورّط الجيش في هذه المواجهة السياسية وأن يتدخّل لصالح أو ضد أي من الأطراف المتنازعة. عندما أجبر بشارة الخوري على الاستقالة، عيّن اللواء شهاب رئيساً لحكومة عسكرية انتقالية مهمتها تنظيم وتأمين انتخاب رئيس جديد. لم يعر شهاب آذاناً صاغية للمساعي التي عُرضت عليه لتبوّء سدّة الرئاسة، وذلك بسبب قناعته بوجوب إبقاء الجيش بعيداً عن السياسة؛ وعمد فوراً على تنفيذ مهمته الطارئة فبعد أربعة أيام، انتخب كميل شمعون خلفاً لبشارة الخوري.

### وزير دفاع
في تشرين الثاني 1956، أوكل الرئيس شمعون للواء شهاب وزارة الدفاع إضافة إلى مسؤولياته كقائد للجيش.الاّ ان شهاب استقال من منصبه الوزاري بعد أربعة أشهر، مفضّلاً التركيز على واجباته العسكرية، بعيداً عن عالم السياسة.

### أزمة 1958
في نهاية ولاية شمعون، وبعد النزاع الحاد في مسألة قناة السويس بين مصر عبد الناصر والعالم الغربي، وقع انقسام سياسي حاد بين اللبنانيين: معسكر بقيادة شمعون يؤيد الأميركيين، ومعسكر مؤيد للعرب يجمع أكثرية السياسيين والقادة المسلمين، الذين نظّموا حركة تمرّد قوية تعارض تجديد الرئاسة لشمعون. عرفت هذه الحقبة بأزمة ال 58.بدأت اشتباكات مسلحة في الشوارع، ورفض شهاب، كما في العام 1952، ان يتدخل الجيش في هذا الصراع، لا سيما أن التدخلات الأجنبية كانت قد أصبحت جليّة. قام الجيش بمنع أنصار المعارضة والحكومة على السواء من احتلال المواقع ذات الأهمية الإستراتيجية كالمطارات والإذاعات والمباني الحكومية، فحافظ الجيش على حياده ووحدته ومصداقيته، ولم يتأثر بالانقسام السياسي الشعبي الحاد.

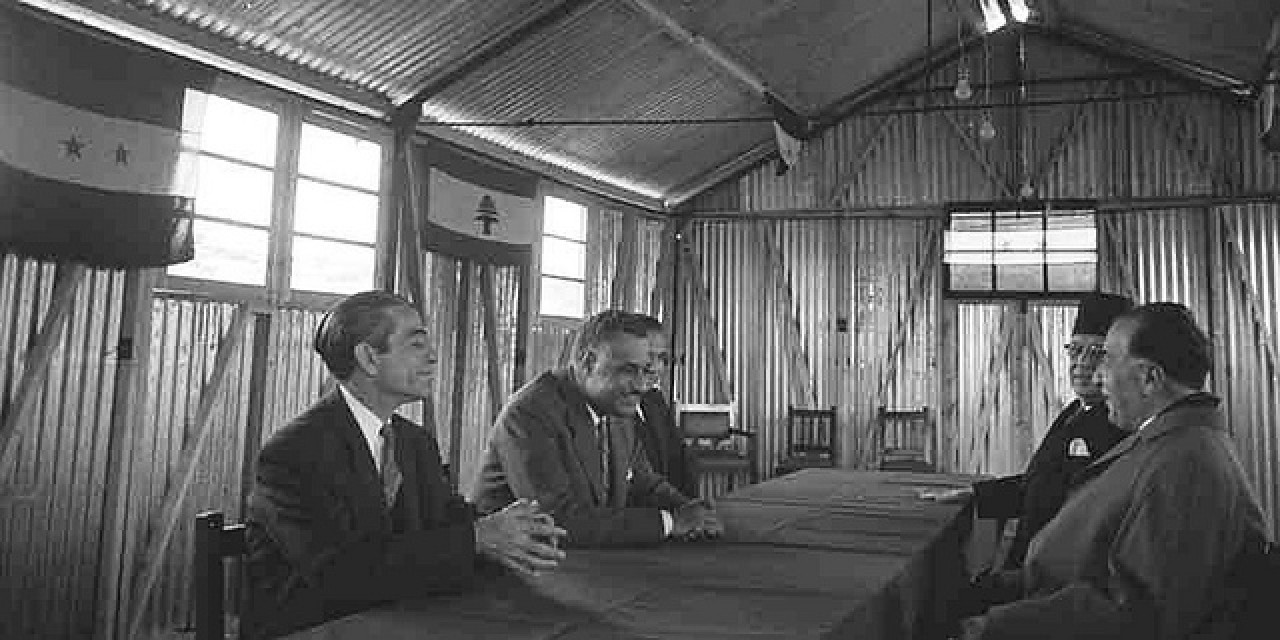
فؤاد شهاب مع عبد الناصر عام 1959 على الحدود اللبنانية السورية

## الرئاسة
عندما اشتدّت الأزمة ومع سقوط المَلَكيّة في العراق بثورة 14 تموز، وجّه الرئيس شمعون طلباً إلى الولايات المتحدة الأميركية يدعوها فيه إلى التدخل عسكرياً في لبنان لحماية نظامه. كانت ولاية شمعون قد أشرفت على الانتهاء وبدا مستقبل لبنان المنقسِم في مهبِّ الرياح. ظهرت الحاجة إلى رئيس توافقي وقوي لإنقاذ البلاد وإعادة الهدوء والسلم الأهلي. حظي فؤاد شهاب برضا الأميركيين وعبد الناصر على السواء، وبذلا معاً مجهوداً لإقناعه بقبول المهمة كمرشّح توافقي. كان بشخصه محط ثقة كبيرة من الجميع، خاصةً المسلمين لنزاهته واستقامته. اِنتخبه البرلمان اللبناني في 31 تمّوز لولاية رئاسية مدتها ست سنوات.
خلال أول سنتين من عهده، جهد شهاب لإعادة الُّلحمة والهدوء. اكتسب ثقة كافة الأطراف لتفهّمه مخاوف وحاجات كلّ منها. ألّف حكومات توافقية شاركت فيها جميع العناصر السياسية في البلاد، واتّبع مسلك الاعتدال متعاوناً بعناية ومرونة مع المجموعات الطائفية المختلفة، فنجح بمهمته وأعاد الثقة والاستقرار.

### استقالة العام 1960
في العام 1960، بعد عامين من ولايته، وبعد إجراء الانتخابات النيابية في حزيران من ذلك العام، رأى شهاب أن البلاد استقرت وعادت إليها الحياة الديموقراطية الطبيعية، فقدّم استقالته. كان مقتنعاً أنه قد أتمّ واجبه تجاه بلاده حين واجهت وضعاً طارئاً، وقد حان الوقت لإعادة تسليم أمانة الرئاسة إلى السياسيين، خاصة أنه كان قد مهّد الطريق لإجراء الإصلاحات المرجوّة. فاجأ قرار الاستقالة غير المتوقّع الجميع، فتداعى السياسيون وأعضاء البرلمان إلى منزل الرئيس في جونيه وأقنعوه بعد جهد بالبقاء في منصبه. عندها، قرّر تكريس ما تبقّى من الولاية الرئاسية لتحديث الدولة وإجراء إصلاحات إدارية واجتماعية والشروع بمشاريع إنمائية.

### محاولة انقلاب الحزب القومي السوري الاجتماعي
في العام 1961، قمع الجيش محاولة انقلاب عسكري قام بها الحزب القومي السوري الاجتماعي. بعد هذا الحدث، عزّز الرئيس شهاب أجهزة الاستخبارات والأمن، بهدف استباق أيّة محاولات مشابهة والتصدي للتدخلات الخارجية في الشؤون الداخلية.

## بعد الرئاسة
قبيل انتهاء ولايته الرئاسية عام 1964، اعتبر الكثيرون أنَّ بقاء الرئيس شهاب على رأس البلاد أفضل خيار لاستمرار الاستقرار ولإتمام المزيد من الإصلاحات. إلاّ أن شهاب رفض رفضاً قاطعاً تعديل الدستور للسماح له بالترشح لولاية ثانية، ودَعَم شارل حلو الذي انتخب رئيساً. بعد فترة وجيزة، أبدى شهاب عدم رضاه عن حكم الرئيس حلو بسبب عدّم تقيّده بنهجه، ومناوراته السياسية لإعادة فتح الطريق أمام السياسيين الإقطاعيين التقليديين واستعادة سيطرتهم على مواقع النفوذ.

### انتخابات العام 1970
توقّع الكثيرون أن يترشح شهاب لانتخابات العام 1970، لكنه، وفي بيان تاريخي، أعلن قراره بعدم الترشح، وشرح أن تجربته في السلطة قد أقنعته أن شعب بلاده ليس جاهزاً ليتخلى عن العقلية الإقطاعية والاقتناع بأهمية بناء الدولة الحديثة. بدلاً من ذلك، اختار شهاب تأييد إلياس سركيس، المقرّب جداً منه. خسر سركيس الانتخابات أمام الزعيم التقليدي سليمان فرنجية بفارق صوت واحد. شكّلت هذه النتيجة نهاية عصر الشهابية وإصلاحاتها.

### الوفاة
توفي فؤاد شهاب في منزله في يونيو في 25 نيسان 1973 إثر نوبة قلبية، عن عمر يناهز الواحد والسبعين.

## النهج الشهابي
النهج الشهابي أو المدرسة الشهابية ينسب إلى رئيس الجمهورية اللبنانية الثالث فؤاد شهاب بعد الاستقلال.
لم يتبع فؤاد شهاب أي من الأيديولوجيات السياسية السائدة في ذلك الوقت كما أنه لم يؤسس أي حزب سياسي. واتّبع المبادئ الإنسانية والأخلاقية العامة.
وما عرف بالشهابية هو نمط الإدارة العامة والسياسية التي أتبعها شهاب خلال فترة حكمه. وقد صبغ هذه الإدارة بشخصيته التي تأثّرت بعدد من العوامل أبرزها الحياة العسكرية و"الشعور بالمسؤولية التاريخية وبالسيادة والأنفة والترفّع عن الصغائر، إلى جانب قناعته العميقة بالعدالة الاجتماعية، التي تنبع من إيمانه بالله، وقد ترسّخت هذه المبادئ لديه من جرّاء متابعته لأفكار التيار الفكري – السياسي – الإنساني، الذي ولد في الغرب وفي فرنسا تحديداً قبيل الحرب العالمية الثانية، واستمر بعدها، وهذا ما دفعه إلى الاستعانة بالأب لوبري الخبير الدولي بشؤون التنمية الاجتماعية الشاملة.
تمحورت الشهابية حول الأفكار والقضايا التالية: إصلاح الدولة وتحديث الإدارة وإنشاء المؤسسات العامة والتخفيف من وطأة الإقطاع السياسي على الحياة السياسية اللبنانية. كما كانت الشهابية تنادي بالسيادة، الوحدة الوطنية، اللاتعصب واللاتطرّف، العدالة الاجتماعية، الديمقراطية، النظام البرلماني، إبعاد الجيش عن السياسة، انتماء لبنان العربي، الانفتاح على الغرب والعالم والعصر.
تواجهت الشهابية مع معظم الطبقة السياسية اللبنانية وواجهت معارضة شديدة أبرزها من أركان الحلف الثلاثي. وقد اتّهمت الشهابية بتسليط مخابرات الجيش اللبناني أو الشعبة الثانية على السياسيين. وأدى وصول الرئيس سليمان فرنجية إلى الحكم إلى مطاردة أنصار النهج الشهابي وإبعادهم كما إلى محاكمة ضباط الشعبة الثانية.
أما التحديات التي واجهها المشروع الشهابي، فقد لخّصها الكاتب مروان حرب، المتخصص في الحقبة الشهابية، في كتابه "الشهابية، حدود التحديث السياسي في لبنان". ويرى حرب أن معضلة التحديث السياسي في لبنان تكمن في غياب مرجعية انتظامية ودستورية واضحة للنظام السياسي، ما يجعله عاجزًا عن خلق دينامية تمكّنه من استيعاب التغيير أو أن يكون أداة مرنة لأي مشروع سياسي تحديثي مشترك. وبهذا، تتجلى حدود التحديث في لبنان في العلاقة المتناقضة بين وضع السياسات العامة وتنفيذها من جهة، والتنافس على تقاسم السلطة من جهة أخرى، إضافةً إلى إضفاء بعد طائفي على كل مطلب، مما قد يهدد صيغة العيش المشترك في حال لم يُلبَّ.

## مؤسسة فؤاد شهاب
أواخر عام 1997، أسس بعض أصدقاء الرئيس فؤاد شهاب مؤسسة تحمل اسمه. وضع نظامها الأساسي والداخلي وحازت ترخيصاً من وزارة الداخلية بموجب علم وخبر رقمه 17/أد تاريخ 5/2/1998 وهدفها الأساسي القيام بنشاطات فكرية واجتماعية لإحياء القيَم التي آمن الرئيس شهاب بها وعمل لها.

## روابط خارجية
- فؤاد شهاب على موقع الموسوعة البريطانية (الإنجليزية)
- فؤاد شهاب على موقع مونزينجر (الألمانية)